# Hedesundafjärden
Hedesundafjärden este o arie protejată (arie de protecție specială avifaunistică — SPA) din Suedia întinsă pe o suprafață de 1.296,2 ha, integral pe uscat.

## Localizare
Centrul sitului Hedesundafjärden este situat la coordonatele 60°16′29″N 16°58′13″E / 60.2748°N 16.9703°E.

## Înființare
Situl Hedesundafjärden a fost declarat arie de protecție specială avifaunistică în decembrie 1996 pentru a proteja 10 specii de animale.

## Biodiversitate
Situată în ecoregiunea boreală, aria protejată nu include niciun habitat protejat.
La baza desemnării sitului se află mai multe specii protejate de  păsări (10): cocoșul de mesteacăn (Bonasa bonasia), ciocănitoare neagră (Dryocopus martius), cufundar polar (Gavia arctica), cocor (Grus grus), vultur pescar (Pandion haliaetus), viespar (Pernis apivorus), ploier auriu (Pluvialis apricaria), chiră de baltă (Sterna hirundo), cocoșul de mesteacăn (Tetrao tetrix tetrix), fluierar de mlaștină (Tringa glareola).